# Захле (район)
Захле (араб. قضاء زحلة‎) — один из 25 районов Ливана, входит в состав провинции Бекаа. Административный центр района — город Захле.

## География
Район расположен в восточной части Ливана и занимает площадь 418 км². На западе граничит с районами Матн, Баабда и Алей, на юге — с районами Западная Бекаа и Рашайя, на севере — с районом Баальбек, на востоке — с территорией Сирии.

## Муниципалитеты
Административно район разделён на 29 муниципалитетов.